# Nikolái Rayevski
Nikolái Nikoláyevich Rayevski (en ruso: Николай Николаевич Раевский; San Petersburgo, 14 (25) de septiembre de 1771 - Bóvtyshka, Gobernación de Kiev, 16 (28) de septiembre de 1829) fue un general y estadista del Imperio ruso que gozó de reputación por sus hechos de armas en las Guerras napoleónicas. Su familia dejó un legado duradero en la sociedad y cultura rusas.

## Primeros años
Nikolái Rayevski nació en San Petersburgo. Descendía de una antigua familia noble de linaje escandinavo que había dejado Dinamarca para asentarse en Livonia en el siglo XIV. En el siglo XVI, habían ya adquirido la nacionalidad polaca, siéndoles otorgado el Łabędź (escudo de armas) por Segismundo III Vasa a principios del siglo XVII. Su abuelo, Semión Rayevski, fue el Acusador del Santísimo Sínodo.
La familia creció en importancia en Rusia cuando el padre de Nikolái, el coronel Nikolái Semiónovich Rayevski, comandante del regimiento del élite Izmáilovski del Ejército Imperial Ruso, se casó con Ekaterina Samóilova. Ekaterina era una dama de compañía y amiga íntima de la zarina Catalina II y sobrina del favorito con más influencia de la misma, el príncipe Grigori Potiomkin. El hermano de Ekaterina era el general y estadista, el conde Aleksandr Samóilov.
Nikolái Semiónovich Rayevski murió en acción durante la guerra ruso turca de 1768-1774 en Iaşi, muriendo varios meses antes del nacimiento de su hijo. Poco después de la muerte del coronel, la zarina preparó un matrimonio para la madre de Nikolái con un rico terrateniente, Lev Davýdov, que sería un padrastro generoso.
Rayevski fue enrolado en el Regimiento Semiónovski de la Guardia Lieib a muy pronta edad. El 30 de abril de 1777, fue promovido a sargento y el 1 de enero de 1786 a alférez. El 23 de febrero de 1789, fue transferido al regimiento de dragones de Nizhni Nóvgorod con el rango de primer mayor. Con este regimiento combatiría en la guerra ruso-turca de 1787-1792, distinguiéndose en Bender y Akkerman. En reconocimiento a su valor, Rayevski fue promovido el 1 de septiembre de 1790 a teniente coronel a cargo de un regimiento cosaco.
Tras la conclusión del tratado de paz, participó en la guerra ruso-polaca de 1792 con el regimiento de dragones de Nizhni Nóvgorod. Por esta campaña fue nombrado el 28 de junio de 1792 caballero de cuarta clase de la Orden de San Jorge y recibió la espada de oro con la inscripción "por la valentía".
Cuando comenzó la guerra con Persia en 1796, Rayevski, bajo el mando del conde Valerián Zúbov, participó en la toma de Derbent y en otros combates.
Tras su ascenso al trono, el zar Pablo I reclamó al ejército de nuevo a Rusia, y despidió a Rayevski del ejército por su parentesco con Potiomkin, al que Pablo detestaba. Tras el asesinato de Pablo y la subida al trono de Alejandro I, Rayevski se unió de nuevo al ejército y fue promovido al rango de mayor general.

## Guerras napoleónicas

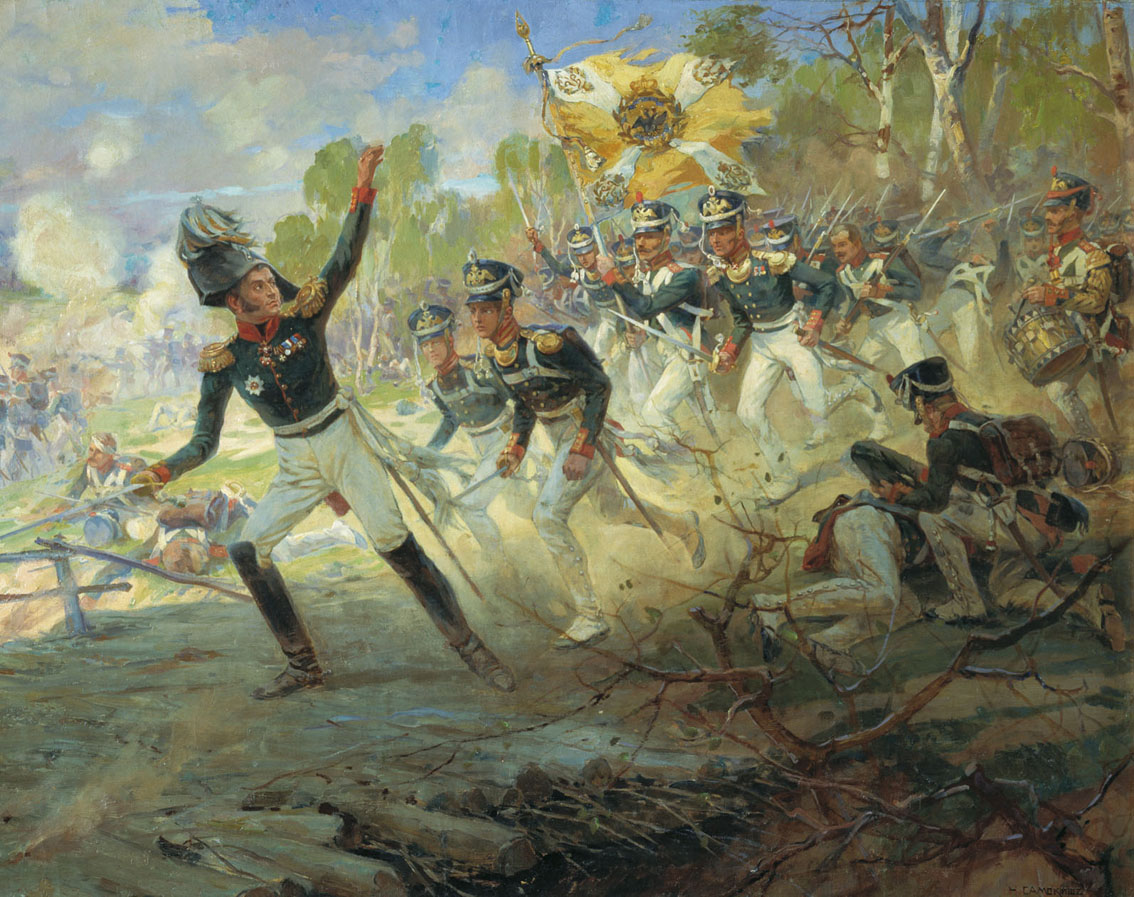
La hazaña de los soldados de Rayevski bajo Saltánovka, Nikolái Samókish (1860-1944), de 1912.

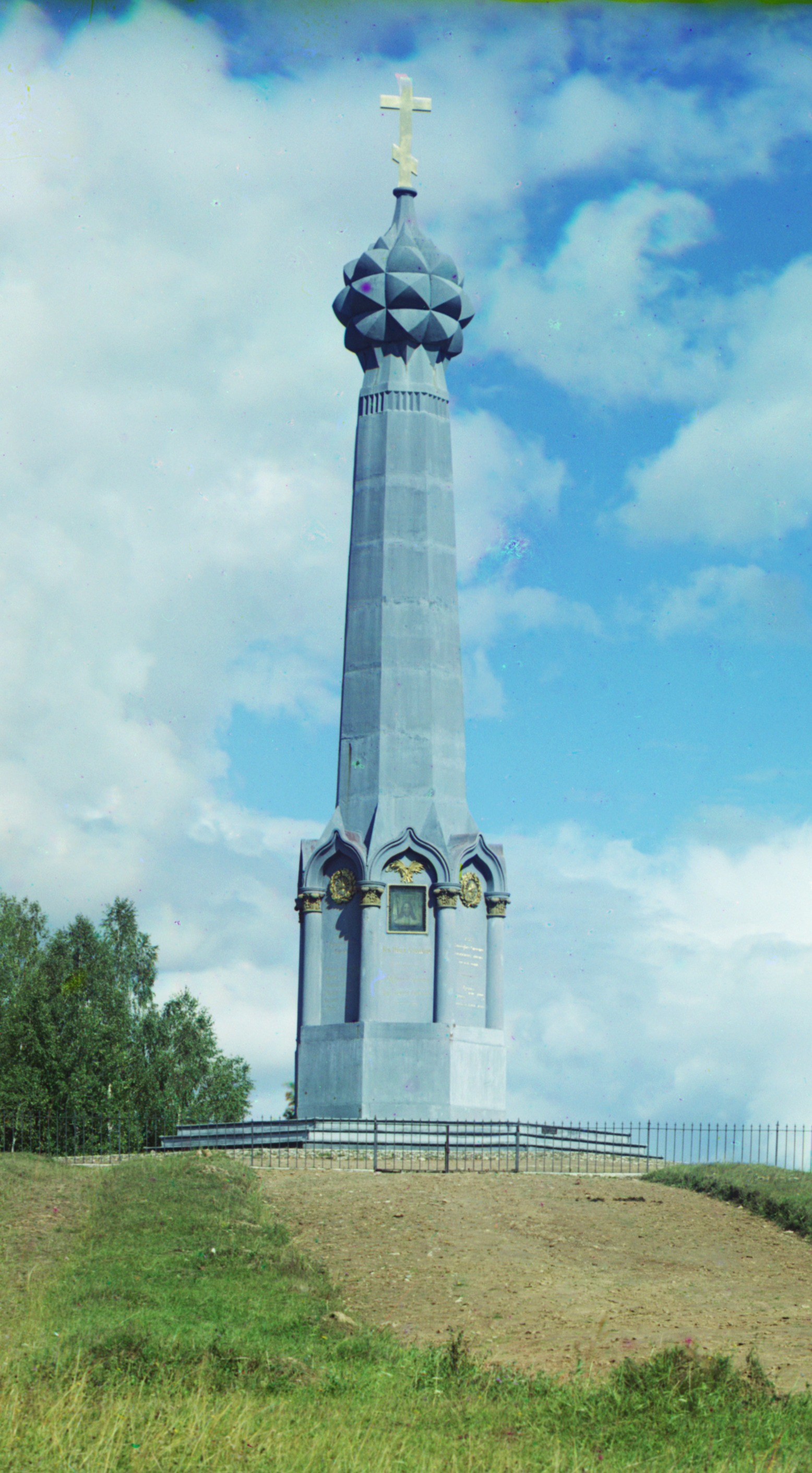
El gran monumento a Rayevski fue dedicado por Nicolás I en 1839.

Tras los fracasos rusos en los inicios de las guerras napoleónicas, Rayevski volvió al campo de batalla el 25 de abril de 1807. Sirvió con Piotr Bagratión en la vanguardia del ejército ruso. Durante la campaña de 1806-1807, Rayevski se distinguió en numerosas batallas, siendo premiado con la Orden de San Vladimiro de tercera clase. Rayevski, que había sido herido en la batalla de Heilsberg, mandó a los coraceros en la vanguardia de la batalla de Friedland.
Después de la firma del tratado de Tilsit, Rayevski luchó en la Guerra Finlandesa, y estuvo presente en cada uno de los combates principales. Por esta campaña, Rayevski recibió la Orden de San Vladimiro de segunda clase y el rango de teniente general. Acabada la guerra, se unió al conde Nikolái Kamenski en el ejército de Moldavia para luchar en la guerra ruso turca de 1806-1812. Su valiente liderazgo se hizo sentir en la toma de Silistra.
Durante la invasión napoleónica de Rusia, Rayevski lideró el 7.º Cuerpo de Infantería, parte del 2.º Ejército del príncipe Bagratión En la vanguardia, Rayevski fue responsable de retrasar el avance de Louis Nicolas Davout hacia Moscú. Tras la batalla de Saltánovka, se retiró a Smolensk, donde tomó parte en la batalla por la ciudad. Durante la batalla de Borodinó, protegió el flanco derecha del ejército ruso, conocida como el reducto Rayevski, obteniendo la orden de San Jorge (3.ª clase). Persiguiría luego a La Grande Armée participando en las batallas de Maloyaroslávets y Krasnoi, en la que contribuyó en la derrota del mariscal Michel Ney.
Rayevski estuvo al mando del Cuerpo de Granaderos y protegió al retirada del cuerpo principal de fuerzas en la batalla de Bautzen. Tras la unión a los aliados de Austria y Prusia, el cuerpo de Rayevski se integró en el ejército de Bohemia liderado por Carlos Felipe de Schwarzenberg.
Fue nombrado caballero de primera clase de la Orden de San Vladimiro por su participación en la batalla de Kulm. Cerca de Wachau fue seriamente herido. Por sus hechos de armas fue promovido a General (8 de octubre de 1813) y recibió la orden militar de María Teresa (3.ª clase) austríaca. Cuando el ejército ruso entró en Sajonia, Rayevski se vio obligado a volver por causa de su mala salud.
Habiéndose recuperado de su enfermedad, Rayevski regresó al ejército en el Rin, relevando a Peter Wittgenstein y liderando a este ejército en la batalla de París (1814). Tras la derrota de Napoleón, el general Rayevski tuvo el honor de entrar al lado de Alejandro I en París.

## Últimos años y familia
En 1794, Rayevski se casó con Sofía Konstantínova, la nieta y heredera del científico Mijaíl Lomonósov. Sofía trajo consigo una sustancial dote que consistía en una finca en Oranienbaum con unos seis mil siervos. Los Rayevski tuvieron seis hijos, dos hijos y cuatro hijas. Tras el fin de las guerras napoleónicas, Rayevski se asentó con su familia en Bóvtyshka, una finca que le había dejado su suegro. Bóvtyshka era una gran finca cerca de las orillas del Dniéper en la Gobernación de Kiev (hoy óblast de Kirovogrado de Ucrania), la tierra era fértil y había unos diez mil siervos para cultivarla.
En mayo de 1821, durante una visita al Cáucaso, Rayevski entabló amistad con el joven Aleksandr Pushkin y viajó con él a Crimea. Pushkin se haría muy amigo de los hijos de Rayevski, sus yernos y su hermanastro, Vasili Davýdov - todos miembros de la Sociedad del Sur que ayudó a planear la Revuelta Decembrista de 1825. El hijo mayor del general, Aleksandr, sirvió como modelo para el protagonista del poema de Pushkin "El demonio". Mientras que las aventuras juveniles de la hija Rayevski, María, le inspirarían a escribir algunas de las líneas más famosas de la literatura rusa ("Eugenio Oneguin", I-XXXIII).
La hija favorita de Rayevski, María, se casó a los diecinueve años con el príncipe Serguéi Volkonski, un aristócrata rico liberal, que había luchado al lado del general Rayevski en las guerras napoleónicas. La hija mayor de Rayevski, Ekaterina, se casó con el joven rico general Mijaíl Orlov, asimismo veterano de las guerras napoleónicas.
Una vez interesado en la discusión de reformas liberales, la democracia occidental y las enseñanzas de los filósofos de la Ilustración, en 1825 Rayevski había abandonado su idealismo juvenil, creyendo ahora que Rusia no podía ser gobernada de otra manera más que por la monarquía absoluta. Tanto ambos hijos de Rayevski como su yerno Orlov se retiraron de la Sociedad del Sur mucho antes de la revuelta decembrista, y no tomaron parte en ella. El hermanastro de Rayevski, Vasili Davýdov y el príncipe Volkonski permanecieron en ella. Fueron arrestados juntamente con otros conspiradores días después de la revuelta en diciembre de 1825, y fueron llevados a San Petersburgo. Estuvieron arrestados varios meses, interrogados, juzgados y sentenciados a trabajos forzados y exilio en Siberia. Contra los deseos de su padre, María luchó por el derecho a acompañar a su marido a Siberia, persuadiendo personalmente al emperador de que le dejara compartir el exilio de su marido. Ambos permanecerían en Siberia más de treinta años. Sólo se les permitió volver a la Rusia europea tras la muerte de Nicolás I, con el perdón de su hijo Alejandro II. El coraje de María, y el de otras esposas decembristas, inspiró el poema de Nikolái Nekrásov "Mujeres rusas".
Rayevski murió en Boltyshka cuatro años más tarde de neumonía contraída mientras viajaba a pedirle al zar clemencia en el caso de su hija.

## Memoria
Desde 2014, en la Sucursal de la cuenca del mar negro de azovo "fsue Rosmorport "está en funcionamiento un remolcador nombrado en honor al valiente héroe de la guerra Patriótica 1812 — "General Rayevsky", como un objeto de Patrimonio inmaterial que conserva la memoria histórica de la gente.

## Enlaces externos

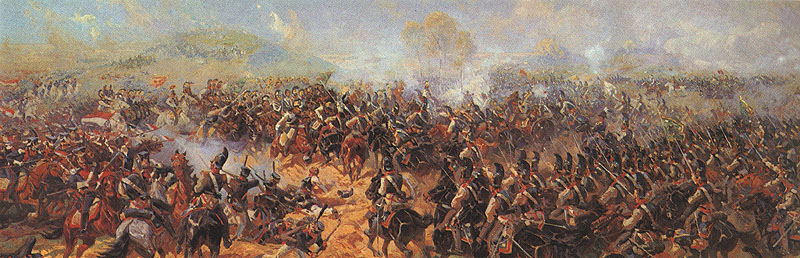
Batería de Rayevski en la Batalla de Borodinó, un fragmento de la panorámica de Franz Roubaud.